# Balacra fontainei
Balacra fontainei là một loài bướm đêm thuộc phân họ Arctiinae, họ Erebidae.